# Yuki Ozawa
Yuki Ozawa (født 4. oktober 1983) er en japansk fodboldspiller.
Han har spillet for flere forskellige klubber i sin karriere, herunder Mito HollyHock, Shonan Bellmare, SC Sagamihara og Kamatamare Sanuki.